# Chill Out Zone
Chill Out Zone é um extended play gravado pelo músico e produtor musical inglês Wiley, distribuído independentemente em plataformas digitais a partir de 12 de Julho de 2011 para compra grátis. Dois singles foram divulgados de modo a promover o lançamento do projecto: "Seduction", com participação de Alexa Goddard; e "If I Could", com participação de Ed Sheeran.

## Alinhamento de faixas
1. "Music Is Calling Me" (com participação de Meleka) — 3:29
2. "If I Could" (com participação de Ed Sheeran) — 3:07
3. "Seduction" (com participação de Alexa Goddard) — 4:13
4. "Walk Away" (com participação de Sinead Harnett) — 3:58
5. "Don’t Throw It Away" — 2:34
6. "But I Did (We Clicked)" — 2:39
7. "Romeo" (com participação de Cherri V) — 3:25
8. "She Might Holla" — 2:57
9. "Out the Box" — 3:28
10. "Get Up" — 3:41
11. "Pengting" (com participação de Opium) — 1:36